# Piper tacariguense
Piper tacariguense är en pepparväxtart som beskrevs av J.A. Steyermark. Piper tacariguense ingår i släktet Piper och familjen pepparväxter. Inga underarter finns listade i Catalogue of Life.